# ياكي لوبيز
ياكي لوبيز (بالإسبانية: Yaqui López)‏ مواليد 21 مايو 1951 في ولاية زاكاتيكاس، المكسيك، هو ملاكم محترف مكسيكي سابق صنّف ضمن فئة الوزن الثقيل.

## المسيرة الاحترافية
من نزالاته:
- خسر أمام كارلوس دي ليون بالضربة الفنية القاضية (1983/09/21).
- انتصر على توني موندن بالضربة الفنية القاضية (1981/11/27).
- خسر أمام مايكل سبينكس بالضربة الفنية القاضية (1980/10/18).
- خسر أمام ماثيو سعد محمد بالضربة الفنية القاضية (1980/07/13).
- خسر أمام ماثيو سعد محمد بالضربة الفنية القاضية (1978/10/24).
- خسر أمام فيكتور غاليندز (1978/05/06).
- انتصر على مايك روسمان بالضربة الفنية القاضية (1978/03/02).
- خسر أمام فيكتور غاليندز (1977/09/17).

## إحصائيات
خاض خلال مسيرته 76 نزالا، فاز في 61 ولم يتعادل وخسر في 15. فاز بالضربة القاضية في 39 نزالا.

## روابط خارجية
- ياكي لوبيز على موقع بوكس ريك (الإنجليزية) (registration required)